# 중화인민공화국의 교통표지
중화인민공화국의 교통표지(중국어: 交通标志) 또는 도로표지(중국어: 道路标志)의 종류는 매우 많다. 중국의 교통표지는 유럽, 미국, 일본에서 사용되는 교통표지를 참고했다. 도로 표지판은 국가 표준 GB 5678-2022에 규정되어 있다. 동시에 홍콩과 마카오 특별행정구에서 사용하는 도로 표지는 중국 본토에서 사용하는 도로 표지와 다르다.

## 역사
중국의 교통표지는 중화민국 대륙시기로 거슬러 올라간다. 민국24년(1935년), 장쑤, 저장, 안후이, 난징, 상하이 5개 성시에서 교통표지 표준을 발표했다. 1955년 중화인민공화국 공안부는 총 28종의 교통표지를 포함하는 《도시 교통 규칙》을 공포했다. 1972년, 중화인민공화국 교통부, 중화인민공화국 공안부는 공동으로 《도시 도로 교통 관리 규칙》을 공포하였으며, 여기에는 총 36종의 교통표지가 수록되어 있다. 1982년, 중화인민공화국 교통부 도로계획설계원 편제부는 《도로 표지 및 도로 표시 기준》을 공포했다. 1983년 5월 1일, 중화인민공화국 교통부는 공식적으로 시행을 발표했다(JTJ-072-82 《도로 표지 및 도로 표시 표준》). 1986년에 국가 표준 GB5768-1986 《도로교통표지 및 표시선》이 공포되었다. 1999년에 국가 표준 GB5768-1999 《도로교통표지 및 표시선》이 공포되었다. 2009년에 국가 표준 GB5768-2009 《도로교통표지 및 표시선》이 공포되었다. 2022년에 국가 표준 GB5768-2022 《도로교통표지 및 표시선》이 공포되었다.

## 표지 목록

### 경고표지

교차로
교차로
교차로
교차로
교차로
교차로
교차로
교차로
교차로
교차로
좌로 굽은도로
우로 굽은도로
이중 굽은도로
이중 굽은도로
연속 굽은도로
연속 굽은도로
오르막 경사
내리막 경사
경사면
양쪽이 좁아짐
왼쪽이 좁아짐
오른쪽이 좁아짐
좁은 다리
양방향 통행
보행자 주의
어린이 주의
가축 조심
야생동물 주의 (사슴 예시)
야생동물 주의 (판다 예시)
신호등 주의
좌측 낙석 주의
우측 낙석 주의
횡풍 주의
미끄럼 주의
좌측방산험로
우측방산험로
둑길
둑길
마을
터널
나루터
험프 브리지
노면이 고르지 않음
노면이 높음
노면이 낮음
물이 지나가는 길
경비가 있는 철도 건널목
무인 철도 건널목
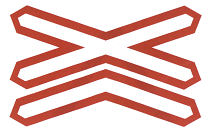
포크 기호 (여러 선로가 도로와 만나는 철도 건널목에서 사용됨)
자전거 주의
장애인 주의
사고 발생 위험 구간
서행
양측방통행
좌측방통행
우측방통행
위험주의
공사중
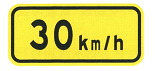
제한속도 (권장속도)
터널 주행등
가변차선 주의
안전거리유지
십자 평면교차로
T자 평면교차로
합류점 주의
합류점 주의
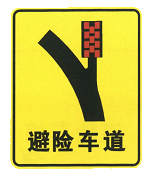
회피로
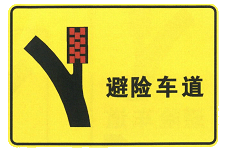
회피로
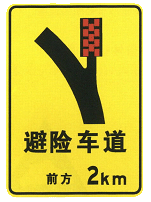
회피로
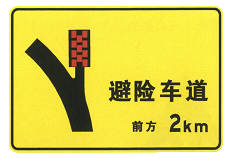
회피로
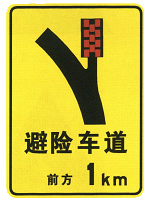
회피로
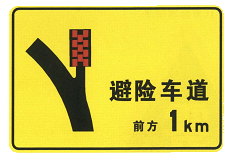
회피로
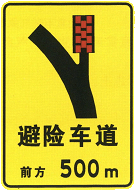
회피로
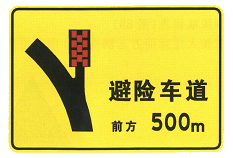
회피로
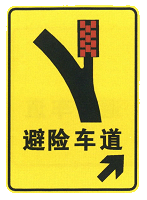
회피로
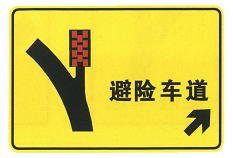
회피로
얼음길 주의
비(눈) 주의
안개 주의
악천후 주의
전방 차량 행렬 주의

### 금지표지

정지
천천히
양보
통행금지
진입금지
자동차 통행금지
트럭 통행금지
전기 삼륜차 통행금지
대형 승용차 통행금지
소형 승용차 통행금지
트레일러 또는 세미트레일러 통행금지
트랙터 통행금지
3륜차 및 저속트럭 통행금지
2륜 오토바이 통행금지
2종류의 차량 통행금지(사진: 트랙터, 트럭)
자전거 통행금지
동물이 끄는 차량 통행금지
인력 승객용 삼륜차 통행금지
인력 화물 삼륜차 통행금지
인력거 통행금지
보행자 통행금지
좌회전 금지
트럭 좌회전 금지
우회전 금지
승용차 우회전 금지
직진 금지
좌·우회전 금지
직·좌회전 금지
직진·우회전 금지
유턴 금지
추월 금지
추월 금지 해제
주·정차 금지
주차 금지
경적 금지
차폭 제한 (예: 3 m)
차높이 제한 (예: 3.5 m)
차중량 제한 (예: 10 t)
차축 중량 제한 (예: 10 t)
속도 제한 (예: 40 km/h)
속도 제한 제거 (예: 40 km/h)
주차 검사
위험물적재차량 통행금지
세관 출구 검사
지역 속도제한 (예: 30 km/h)
지역 속도제한 해제 (예: 30 km/h)
지역 장기주차금지
지역 장기주차금지 해제
지역 주정차금지
지역 주정차금지 해제

### 지시표지

지시표지
직진
좌회전
우회전
직좌회전
직우회전
좌우회전
도로우측통행
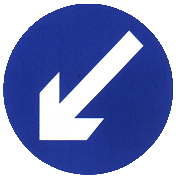
도로좌측통행
직진후 나들목에서 좌회전
직진후 나들목에서 우회전
회전교차로
일방통행 (좌→우)
일방통행 (전방)
보행자 도로
경음기 사용
최저속도제한
교차로 우선
통행우선
횡단보도
우회전차로
좌회전차로
차선통과
직진 및 우회전 공유 차로
직진 및 좌회전 공유 차로
유턴차로
유턴 및 좌회전 공유 차로
버스전용차로
자동차차로
자동차차로
자전거차로
자전거차로
고속버스 전용차로
다인승 전용차로
주차장
주차장
주차장
주차장
유턴허용

### 더 이상 사용되지 않는 표지

### 관광지표지

관광지표지
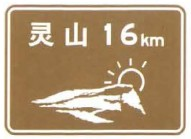
관광지까지의 거리
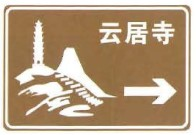
관광지 방향
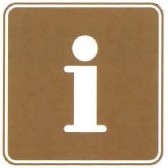
안내 데스크
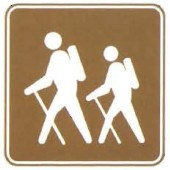
하이킹
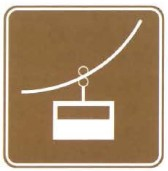
로프웨이
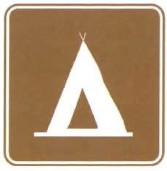
캠프장
캠프파이어
게임필드
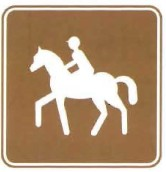
승마
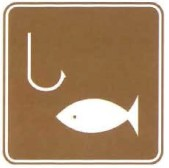
낚시
골프
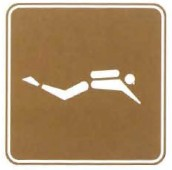
다이빙
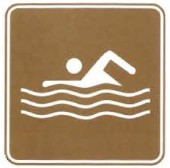
수영
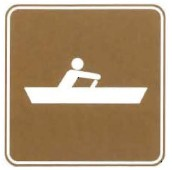
조정
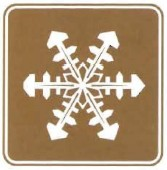
동계유람구
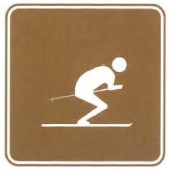
스키
스케이트

### 보조표지

보조식별
자동차
트럭
화물차 및 트랙터
민간전속
우측
좌측
학교
사고
산사태 지역
교련노선
시험노선

### 차량표지

차량식별
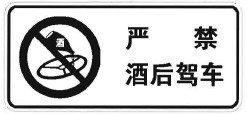
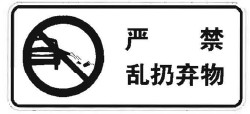
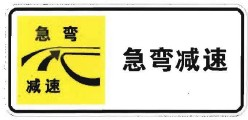
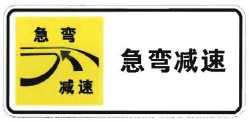
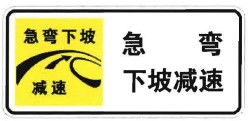
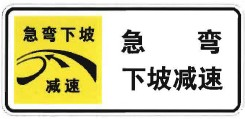
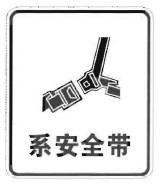
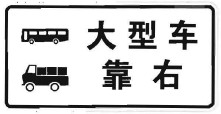
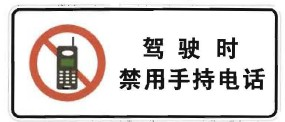

### 안내표지

안내표지
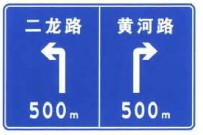
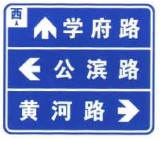
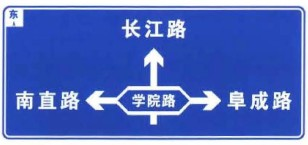
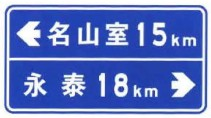
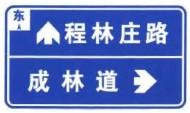
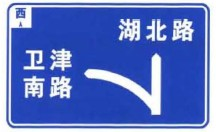
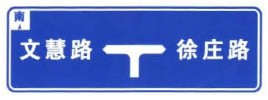
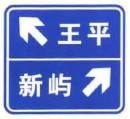
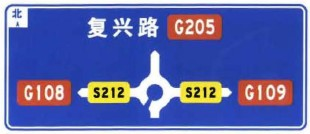
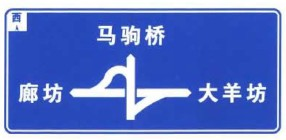
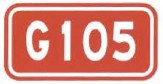
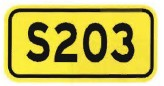
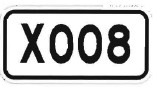
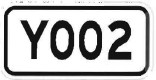
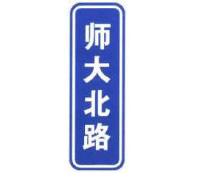
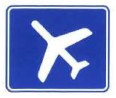
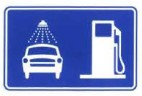
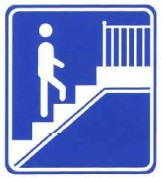
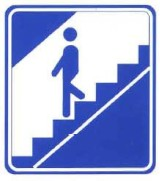
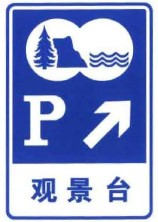
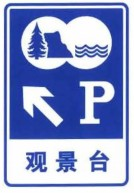
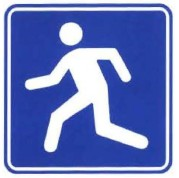
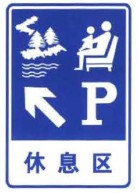
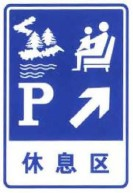
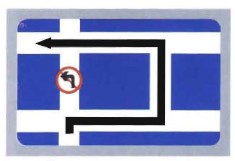
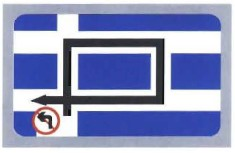
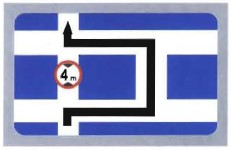
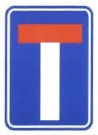
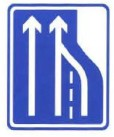
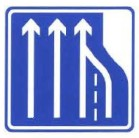
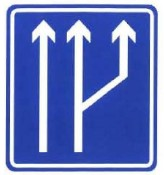
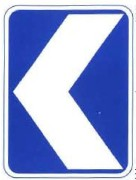
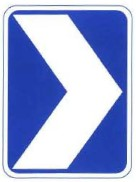
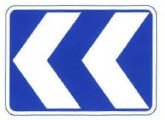
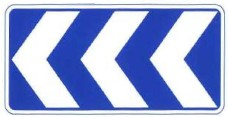
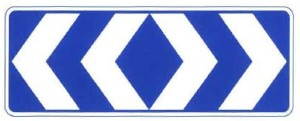
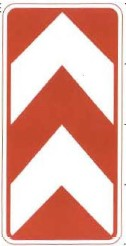
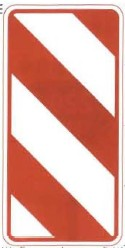
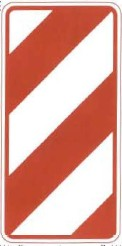
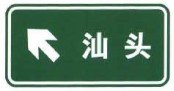
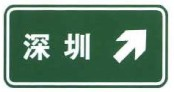
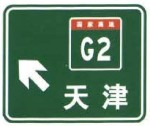
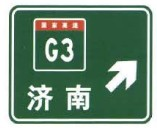
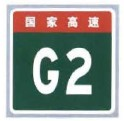
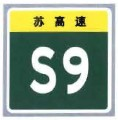
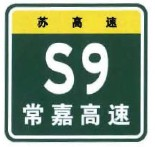
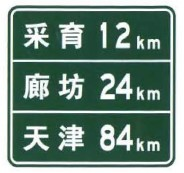
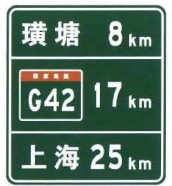
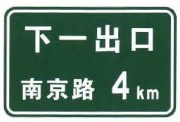
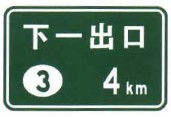
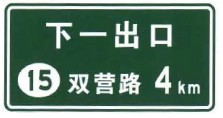
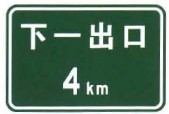
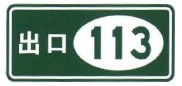
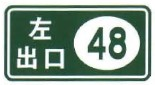
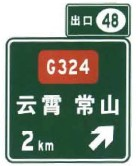
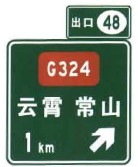
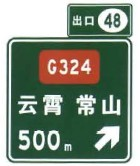
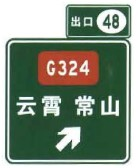
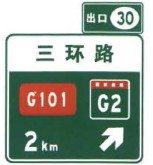
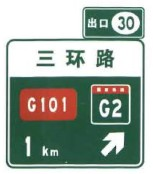
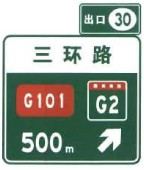
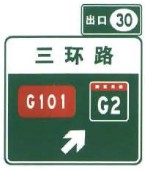
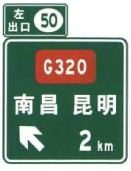
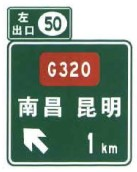
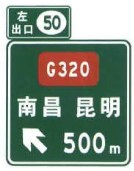
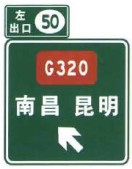
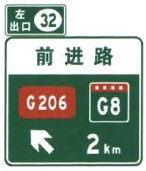
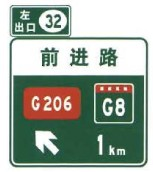
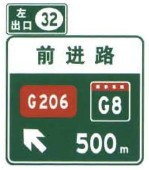
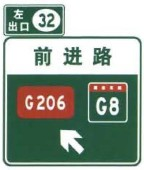
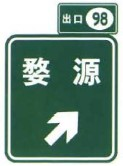
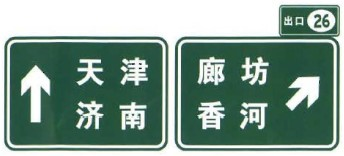
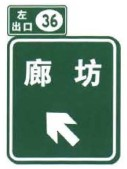
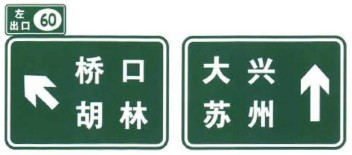
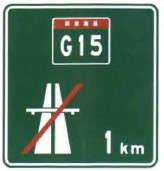
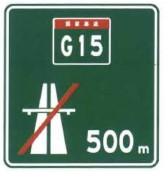
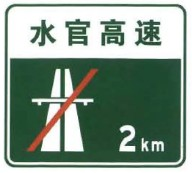
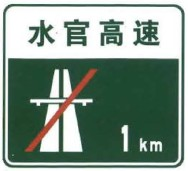
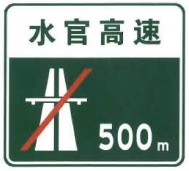
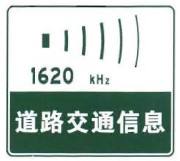
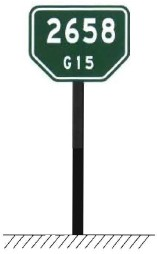
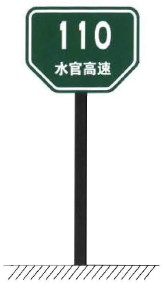
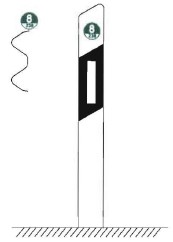
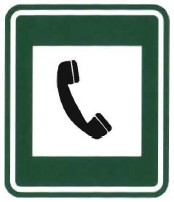
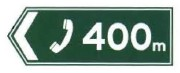
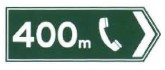
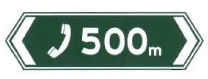
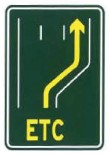
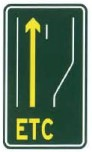
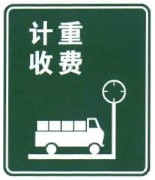
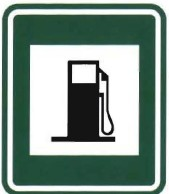
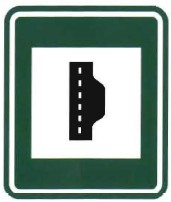
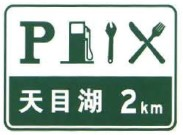
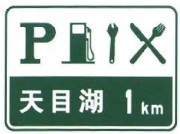
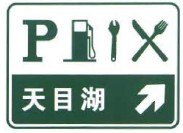
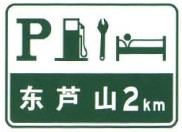
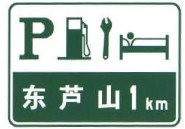
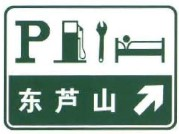
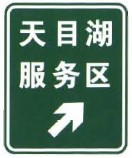
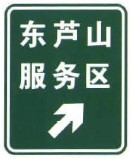
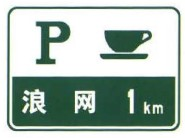
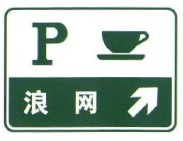
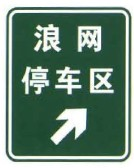
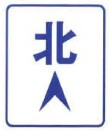
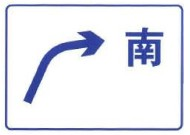
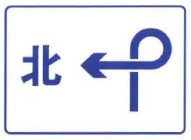
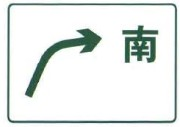
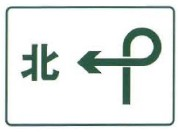